# Passo
Passo oder Schritt war ein altes Längenmaß in Italien, Spanien und Portugal.
In Lissabon nannte man den geometrischen Schritt Passo geometrico. Dieser hatte 1,65 Meter und glich 7 ½  Palmos
In Neapel war 1/7 Passo ein Palmo. Das Längenmaß Passo war vom Miglio der 1000ste Teil.
Der Passo itinerario war in Neapel mit 7 Palmi = 1,85185 Meter. Der frühere Passo agrario, der Ackerschritt, war 1,94 Meter groß und ½ Palmi größer als P.itinerario. In der Lombardei hatte der Passo 12 Fuß.
In Venedig glich der Passo dem spanischen mit  5 Fuß = 770 Pariser Linien = etwa 1,8519 Meter.
In Madrid hatte er eine  Länge von 1,39167 Meter und war 5 Pies gleich zusetzen.
Für Brennholz in Venedig nahm man den Quadratpasso mit 3,02299 Quadratmeter und den Kubikpasso für Steine.